# Eftimie Diamandescu
Eftimie Diamandescu (n. 1819, București, Țara Românească – d. 16 august 1894, Sinaia, Prahova, România) a fost primar general al Bucureștiului în perioada februarie – septembrie 1870.
În anul 1860, s-a căsătorit cu Sofia Niculescu; nu a avut copii.

## Mandatul de primar
În 1870, acesta a fost ales în funcția de primar general al Bucureștiului. Printre măsurile implementate în cursul mandatului său se numără modernizarea și pavarea anumitor străzi (printre care și Calea Victoriei), amenajarea cursului râului Dâmbovița și amplasarea a patru poduri peste acesta, înlocuirea pompelor de apă care alimentau Bucureștiul, instalarea a două fântâni și cesionarea iluminatului cu gaz fluid societății chimistului Theodor Mehedințeanu.
Mandatul său a încetat în septembrie 1870, ca urmare a dizolvării Consiliului Comunal și înlocuirii acestuia cu o Comisie interimară.

## Bălăceanca
În anul 1848, acesta a cumpărat proprietățile din satul Bălăceanca (comuna Cernica, județul Ilfov) ale Marghioalei Golescu, soția boierului Iordache Golescu. Moșia pe care a cumpărat-o avea o suprafață de 1 394 de hectare.
Din suprafața totală a satului de 1 090 de hectare, Diamandescu deținea 850 de hectare, în timp ce locuitorii dețineau restul de 240 de hectare. În acea perioadă, satul avea o populație de 541 de locuitori. Casa lui Diamandescu din Bălăceanca avea 4 camere, un antreu, pivniță, grajd, gradină, vite, puț și un teren aferent.
În 1884, Diamandescu a construit biserica din Bălăceanca, cu hramul „Adormirea Maicii Domnului”. Pe lângă aceasta, a mai construit casa preotului cu două camere și o sală. În plus, tot în 1884 acesta a mai construit o școală cu 3 camere și cu locuință pentru învățător. De asemenea, acesta a mai construit un han cu patru camere și pivniță.

### Azilul din Bălăceanca
Pentru mai multe detalii, vedeți Spitalul de Psihiatrie „Eftimie Diamandescu”.
Încă din 1890, Diamandescu înființase pe moșia sa din Bălăceanca un azil pentru infirmi. În 1892, la vârsta de 73 de ani, acesta și-a întocmit testamentul prin care a prevăzut ca după moartea lui, azilul să continue să funcționeze în grija soției lui, Sophia, și să poarte numele „Azilul Diamandescu”. Conform unui inventar realizat în 1900, azilul avea 20 de camere, două saloane, două bucătării, o curte de 1,5 pogoane (aproximativ 0,75 hectare), o spălătorie și un pavilion administrativ. Ulterior, azilul a fost transformat în spital psihiatric și funcționează în prezent sub denumirea Spitalul de Psihiatrie „Eftimie Diamandescu”.

## Decesul
Diamandescu a decedat în 1894, la Sinaia, în casa prietenului său Alexandru Antimescu, de „congestie cerebrală”, fără a prezenta simptome anterioare morții. Cu toate că în testamentul său, Diamandescu a prevăzut că „înmormântarea se va face la moșia Bălăceanca, fără nici o pompă, slujit la Bucureșci și pornit la moșie, unde mi se va face serviciul religios de mai mulți preoți de țară”, transportul corpului său pe o distanță atât de mare nu a fost posibilă în acel moment. Astfel, s-a ales ca trupul acestuia să fie înmormântat la mănăstirea Țigănești din județul Ilfov.
În 2014, au fost realizate demersuri pentru exhumarea trupului său și readucerea lui în Bălăceanca.